# Правило Саррюса
Правило Саррюса, або схема Саррюса — практичний спосіб обчислення визначника квадратної матриці порядку 3, названий на честь французького математика П'єра Саррюса.
Для обчислення визначника:
{\displaystyle \left|{\begin{matrix}a_{11}&a_{12}&a_{13}\\a_{21}&a_{22}&a_{23}\\a_{31}&a_{32}&a_{33}\end{matrix}}\right|}
до нього з правої сторони дописуються перші два стовпці,
і добутки елементів вздовж "червоних стрілок" додаються після чого віднімаються добутки елементів вздовж "синіх стрілок".
При цьому отримується вираз:
{\displaystyle (a_{11}\cdot a_{22}\cdot a_{33}+a_{12}\cdot a_{23}\cdot a_{31}+a_{13}\cdot a_{21}\cdot a_{32})-(a_{13}\cdot a_{22}\cdot a_{31}+a_{11}\cdot a_{23}\cdot a_{32}+a_{12}\cdot a_{21}\cdot a_{33})}
В іншому варіанті два перші рядки записуються під визначником, а далі все робиться як вище.
Тоді отримується вираз (що є еквівалентним попередньому):
{\displaystyle (a_{11}\cdot a_{22}\cdot a_{33}+a_{21}\cdot a_{32}\cdot a_{13}+a_{31}\cdot a_{12}\cdot a_{23})-(a_{13}\cdot a_{22}\cdot a_{31}+a_{23}\cdot a_{32}\cdot a_{11}+a_{33}\cdot a_{12}\cdot a_{21})}
Правило Саррюса не узагальнюється на визначники вищих порядків.

## Приклад
Для обчислення визначника
{\displaystyle {\begin{vmatrix}2&3&5\\-1&4&6\\3&-2&7\end{vmatrix}}}

дописуємо з правої сторони два перші стовпці
{\displaystyle {\begin{vmatrix}2&3&5\\-1&4&6\\3&-2&7\end{vmatrix}}\quad {\begin{matrix}2&3\\-1&4\\3&-2\end{matrix}}}
і обчислюємо: (2·4·7 + 3·6·3 + 5·(-1)·(-2)) – (5·4·3 + 2·6·(-2) + 3·(-1)·7) = 120 – 15 = 105.